# Greg Ginn
Gregory Regis Ginn (8 de junio de 1954) es guitarrista, compositor y cantante de Black Flag, una de las primeras bandas de Hardcore Punk, la cual fundó y dirigió desde 1976 hasta 1986 y de nuevo en 2013. La banda anuncio una reunión el 25 de enero de 2013. Él nació en Tucson, Arizona.
Después de disolver Black Flag, Greg grabó algunos álbumes como solista además de tocar con bandas como HOR, Fastgato, The October Faction, Gone, Confront James, EL BAD, Mojack, The Texas Corrugators, Jambang. También tocó el bajo para Tom Troccoli.
Es considerado por la revista Rolling Stone como uno de los 100 mejores guitarristas de la historia, estando en el puesto 99.
Greg Ginn se volvió vegetariano a los 17 años y para 2013 ha sido un vegano durante alrededor de quince años.

## Discografía parcial

### Solo
- Getting Even LP (Cruz Records, 1993)
- Dick LP (Cruz Records, 1993)
- Payday EP (Cruz Records, 1993)
- Don't Tell Me EP (Cruz Records, 1994)
- Let It Burn (Because I Don't Live There Anymore) LP (Cruz Records, 1994)
- Bent Edge LP (SST Records, 2007) - with The Taylor Texas Corrugators
- Goof Off Experts LP (SST Records, 2008) - with The Taylor Texas Corrugators
- Freddie 7" (Electric Cowbell, 2010) - with The Taylor Texas Corrugators
- Legends of Williamson County LP (SST Records, 2010) - with The Taylor Texas Corrugators
- We Are Amused LP (SST Records, 2011) - with The Royal We
- We Are One 12" (SST Records, 2011) - with The Royal We

### Black Flag
- Nervous Breakdown EP (SST Records, 1978)
- Jealous Again EP (SST Records, 1980)
- Six Pack sencillo (SST Records, 1981)
- Louie, Louie sencillo (Posh Boy Records, 1981)
- Damaged LP (SST Records/Unicorn Records, 1981)
- TV Party sencillo (SST Records/Unicorn Records, 1981)
- Everything Went Black LP doble (SST Records, 1983)
- The First Four Years LP recopilatorio (SST Records, 1983)
- My War LP (SST Records, 1983)
- Family Man LP (SST Records, 1984)
- Slip It In LP (SST Records, 1984)
- Live '84 casete en vivo (SST Records, 1984)
- Loose Nut LP (SST Records, 1985)
- The Process of Weeding Out EP (SST Records, 1985)
- In My Head LP (SST Records, 1985)
- Who's Got the 10½? LP en vivo (SST Records, 1986)
- Annihilate This Week EP en vivo (SST Records, 1987)
- I Can See You EP (SST Records, 1989)

### Minutemen
- Paranoid Time EP (SST Records, 1980) (Producer)

### SWA
- Your Future (If You Have One) LP (SST Records, 1985) (Producer)

### October Faction
- October Faction live LP (SST Records, 1985)
- Second Factionalization LP (SST Records, 1986)

### Tom Troccoli's Dog
- Tom Troccoli's Dog LP (SST Records, 1985)

### Gone
- Let's Get Real, Real Gone For A Change LP (SST Records, 1986)
- Gone II - But Never Too Gone! LP (SST Records, 1986)
- Criminal Mind LP (SST Records, 1994)
- Smoking Gun remix EP (SST Records, 1994)
- All The Dirt That's Fit To Print LP (SST Records, 1994)
- Damage Control remix EP (SST Records, 1995)
- Best Left Unsaid LP (SST Records, 1996)
- Country Dumb LP (SST Records, 1998)
- The Epic Trilogy double CD (SST Records, 2007)

### Minuteflag
- Minuteflag EP (SST Records, 1986)

### Lawndale
- Sasquatch Rock LP (SST Records, 1987) (guest)

### Rig
- Belly To The Ground LP (Cruz Records, 1994) (Producer, guest)

### Hotel X
- Uncommon Ground CD (SST Records, 1996) (guest)

### Bias
- Model Citizen CD (SST Records, 1997)

### Get Me High
- Taming The Underground CD (SST Records, 1997)

### Mojack
- Merchandizing Murder CD (SST Records, 1995)
- Home Brew CD (SST Records, 1997)
- Rub-A-Dub CD (SST Records, 2003, unreleased)
- Under The Willow Tree CD (SST Records, 2007)
- The Metal Years CD (SST  Records, 2008)
- Hijinks CD (SST Records, 2011)

### Hor
- House CD (SST Records, 1995)
- Slo N' Sleazy CD (SST Records, 1996)
- A Faster, More Aggressive Hor CD (SST Records, 1998)
- Bash CD (SST Records, 2003, unreleased)
- Culture Wars CD (SST Records, 2010)

### Libyan Hit Squad
- "Full Circle" EP (Ripping Records, 2010) (Guest)

### Fastgato
- Feral CD (SST Records, 2003, unreleased)

### Confront James
- Test One Reality CD (SST Records, 1995)
- Just Do It CD (SST Records, 1995)
- Ill Gotten Hatred CD (SST Records, 1996)
- Chemical Exposure CD (SST Records, 1996)
- Black Mountain Bomb CD (SST Records, 1997)
- We Are Humored CD (SST Records, 2003, unreleased)

### El Bad
- Bad Motherfucker CD (SST Records, 1996)
- Trick Or Treat CD (SST Records, 1997)

### Killer Tweeker Bees
- Tweaker Blues CD (SST Records, 1997)

### The Perfect Rat
- Endangered Languages CD (Alone Records, 2007)

### Jambang
- Connecting CD (SST Records, 2008)
- 200 Days in Space DVD (SST Records, 2010)

### Ten East
- Robot's Guide To Freedom CD (Lexicon Devil, 2008)